# نهر يانجون
نهر يانغون (المعروف أيضًا باسم نهر رانغون أو نهر هلينغ) ينشأ مصب نهر يانغون من التقاء نهري بيغو وميتماكا في ميانمار، ويمتد هذا المصب البحري من مدينة يانغون (المعروفة أيضًا باسم رانغون) إلى خليج مارتابان في بحر أندامان. القناة قابلة للملاحة بواسطة السفن البحرية الكبيرة، مما يجعلها عنصرًا حيويًا في اقتصاد ميانمار.
تصل قناة توانتي بين نهر يانغون ودلتا إيراوادي، المعروفة سابقًا بـ"سلة أرز آسيا". تتكون هذه المنطقة من 1000 ميل مربع (3000 كم²) من مزارع خشب الساج الخصبة ومستنقعات المانغروف، وقد تم تحويل الكثير منها الآن إلى حقول لزراعة الأرز.